# Higinio García Muñoz
Higinio García Muñoz (Cuéllar (Segovia) 11 de enero de 1810 - ídem. 10 de febrero de 1843) fue un sargento español que encabezó el motín de La Granja de San Ildefonso de agosto de 1836 durante la Regencia de María Cristina de Borbón.

## Biografía
Nacido en la villa segoviana de Cuéllar el 11 de enero de 1810, fue hijo de Joaquín García Juárez y de Feliciana Muñoz Clavo.
Fue sargento segundo del regimiento provincial de Segovia, que a pesar de no pertenecer al regimiento de La Granja, residía en ella por estar al servicio del conde de San Román como escribano. El 12 de agosto de 1836, lideró el motín de los sargentos de La Granja, en la que los sargentos de la guarnición de La Granja, de la Guardia Real, obligó a la reina regente María Cristina de Borbón-Dos Sicilias a proclamar y firmar la Constitución española de 1812 y a convocar cortes constituyentes para nombrar un nuevo gobierno, dando lugar a la Constitución española de 1837. Joaquín Ruiz de Morales, en su historia sobre la milicia nacional, describe el episodio:

Una comisión de sargentos se presentó en palacio, llevando á su frente al sargento Higinio García, y aunque quiso impedírseles la entrada, la reina Cristina mandó que fuesen introducidos. Llegados a su presencia, y preguntados por ella cuáles eran sus intenciones, el sargento García respondió que la guarnición del Sitio, como las provincias de España, quería que fuese restablecida y jurada la Constitución de 1812. Resistióse Cristina; pero la firmeza de García y la fuerza de las circunstancias la dominaron, y reconoció la Constitución del 12 como ley del Estado, y la prestó juramento en la madrugada del 13.
Ruiz de Morales.

Los escritores de la época lo envuelven en halagos y convierten en héroe «era uno de aquellos hombres á quienes la naturaleza dota de fuerzas extraordinarias sobre los demás. Su estatura altísima, su presencia arrogante é imponente, tan solo una mirada de García aterraba», otros destacan sus virtudes en sus obras, en las que le describen como «mozo de arrogante presencia, distinguido entre sus compañeros por sus francas y atentas maneras, por su valor y exaltado liberalismo», y hasta fue mitificado por Wenceslao Ayguals de Izco en su novela María, la hija de un jornalero:

El héroe García, el malogrado militar que ha fallecido en la indigencia, porque arbitró de su porvenir no tenía más ambición que salvar á su patria, ni quiso degradarse a mendigar el galardón que sus virtudes merecían.
Ayguals de Izco

Falleció estando soltero en su villa natal el 10 de febrero de 1843 y no el 20 de enero de 1843 como algunos autores afirman; tampoco falleció en la más extrema pobreza como se dice, como lo demuestra su testamento, otorgado en Madrid el 27 de octubre de 1842 ante Juan de Oñalderra, escribano del rey; la causa de su muerte fue una inflamación exterior, y fue enterrado en el cementerio municipal de la villa.